# Даґ Гемілтон (веслувальник)
Даґ Гемілтон (англ. Doug Hamilton, 19 серпня 1958) — канадський академічний веслувальник.
Бронзовий призер Олімпійських Ігор 1984 року в складі парної четвірки, учасник 1988 року.
Чемпіон світу 1985 року в складі парної четвірки, бронзовий призер 1986, 1987 років у складі парної четвірки.